# Gyroskop

Gyroskop v činnosti. Rotor (rotující setrvačník uprostřed) zachovává svou polohu bez ohledu na polohu vnějšího rámu.

Gyroskop je zařízení využívané v navigaci. Používá se zejména u letadel a balistických raket. Také v torpédu je gyroskop. Přístroj obsahuje setrvačník, který zachovává polohu osy své rotace v inerciálním prostoru. Přesnost gyroskopu závisí na stabilitě udržení jeho otáček. Precizní gyroskopy při regulaci otáček pohonu setrvačníku[zdroj⁠?!] využívají i optických snímačů založených na Sagnacově jevu v kruhovém laseru, nebo v cívce optického vlákna. Vývoj takových gyroskopů nastal zejména v 70. letech v souvislosti se zdokonalováním orientačních schopností balistických raket při jejich letu k cíli bez komunikace s jejich uživatelem.
Setrvačníky se používají i ke změně orientace kosmických sond a družic včetně vesmírné stanice ISS. Gyroskop poprvé využil v praxi Ignác Kotrnetz ve vládou utajeném projektu v Německu za první světové války. Využil ho v prvním ponorkovém torpédu, kde sloužil k udržení torpéda v přímočarém pohybu.

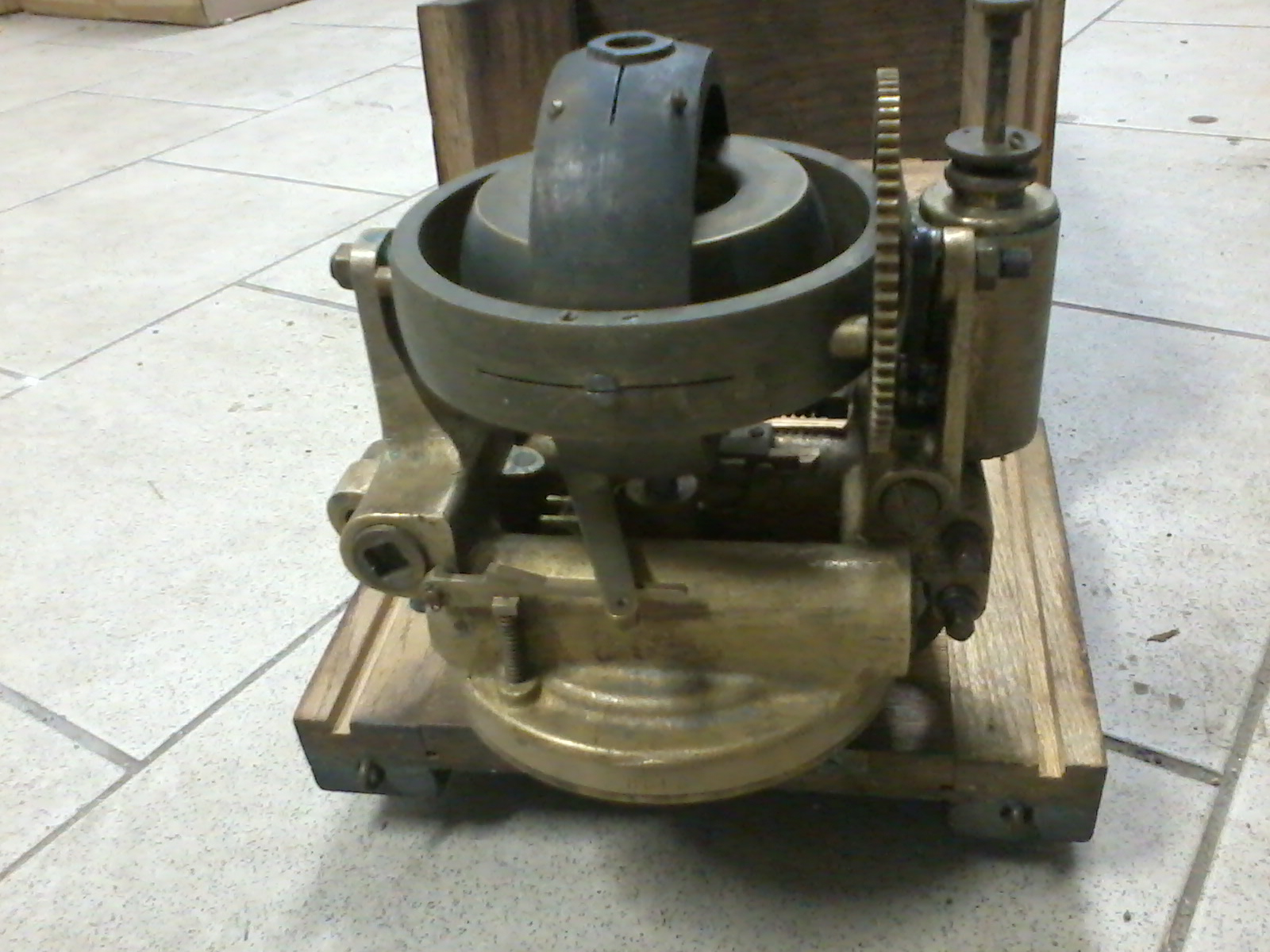
Gyroskop Ignáce Kotrnetze pro ponorková torpéda.

Existují různé gyroskopické přístroje:
- gyrokompas
- umělý horizont
- sklonoměr
- zatáčkoměr
- gyrotheodolit
- gyroskopický zaměřovač

Stejného principu se užívá též ke stabilizaci (uklidnění) pohybující se kamery, dalekohledu, periskopu. Gyrostatického principu také využívá tradiční hračka káča a posilovací nástroj nazývaný Powerball.